# Schoepfia vacciniiflora
Schoepfia vacciniiflora är en tvåhjärtbladig växtart som beskrevs av Jules Émile Planchon och William Botting Hemsley. Schoepfia vacciniiflora ingår i släktet Schoepfia och familjen Schoepfiaceae. Inga underarter finns listade i Catalogue of Life.